# Italiella
Italiella è una canzone napoletana popolare anonima, probabilmente cantata originariamente nel 1868 come musica di accompagnamento per un carro carnevalesco.
Il testo, una satira contro il Regno d'Italia, denuncia le precarie condizioni delle popolazioni meridionali.
La canzone è stata reinterpretata dalla Nuova Compagnia di Canto Popolare nell'album 11 mesi e 29 giorni (1977). Secondo 
Paolo Madeddu questa interpretazione è un momento notevole in un album quanto mai di transizione.